# Bánh bèo

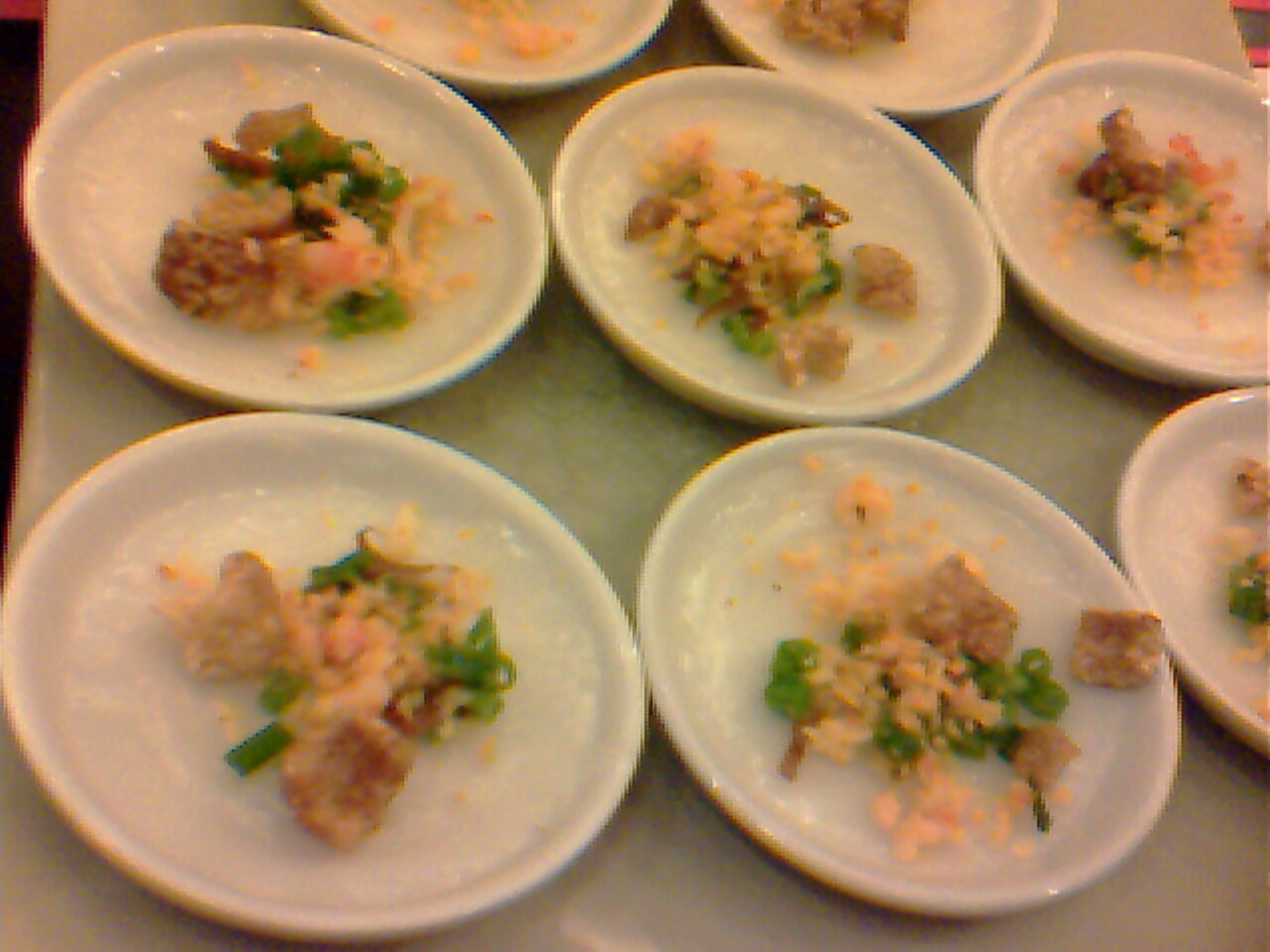
Platitos de bánh bèo.

Un bánh bèo (literalmente ‘pastel de helecho’) es un tipo de pastel de arroz o panqueque de arroz pequeño al vapor en la gastronomía de Vietnam. Es de color blanco y suele tener un hoyuelo en el centro, que se rellena con ingredientes salados, como gamba seca o fresca troceada, cebolleta, pasta de frijol chino, chalota frita crujiente, salsa de pescado, vinagre de arroz y aceite. Se considera un plato muy típico de la cocina de Huế, la antigua capital real ubicada en el centro de Vietnam.